# Teleoceras
Teleoceras — вимерлий рід пасовищних носорогів. Він мешкав у Північній Америці в епохи міоцену та пліоцену від Хемінгфорда до кінця Гемфілла приблизно від 17.5 до 4.9 мільйонів років тому. Він виріс до 4 метрів.

## Опис

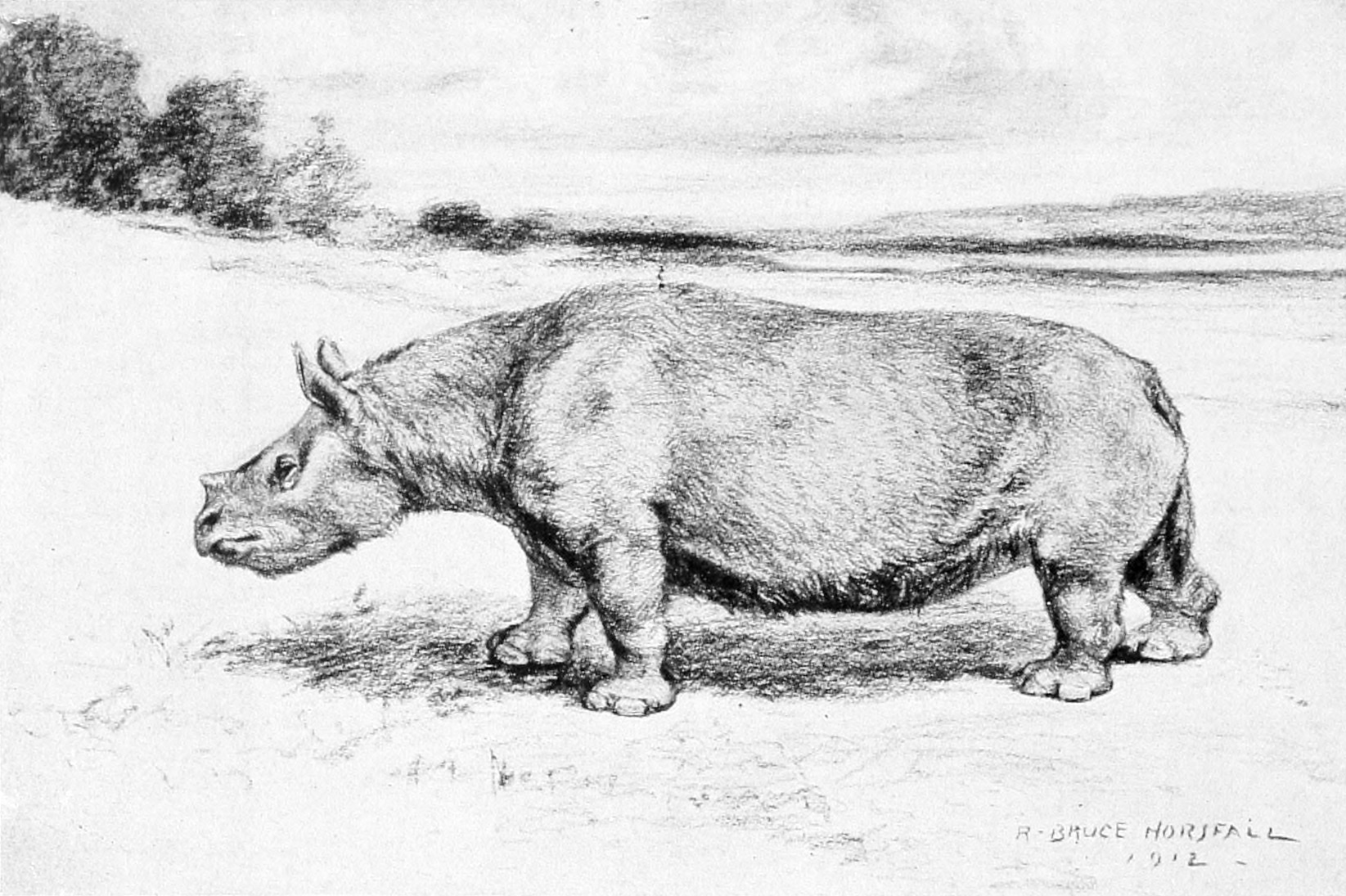
Реконструкція

Teleoceras мав набагато коротші ноги, ніж у сучасних носорогів, і бочкоподібну грудну клітку, що робило його статуру більше схожою на гіпопотама, ніж на сучасного носорога. Ґрунтуючись на цьому описі, Генрі Фейрфілд Осборн у 1898 році припустив, що це був напівводний і схожий на бегемота за звичками. Ця ідея зберігалася близько століття, але нещодавно була відхилена ізотопними доказами. Тепер вважається, що Teleoceras пасся на наземних рослинах C3. Teleoceras мав один маленький носовий ріг.

## Вимирання
Teleoceras вимерли в Північній Америці разом з афелопами наприкінці гемпфілійського періоду, швидше за все, через швидке похолодання клімату, збільшення сезонності та розширення трав C4.